# 新民主主義論
『新民主主義論』（しんみんしゅしゅぎろん、中国語: 新民主主义论）は、1940年1月に出版された毛沢東による著作であり、またその思想。毛沢東思想の一部。

## 概要
毛沢東は新民主主義論で「人民中国」のビジョンを記載した。
これは、発展途上の農業国という特殊な条件下で共産主義を実現するため、まず第一段階として反帝国主義・反封建主義の「民主主義革命」を行い（新民主主義革命）、ある程度生産力が発展した段階で、第二段階として「社会主義革命」を実施するもの。二段階革命論の1形態である。
この理論においては、中国共産党による「一党独裁」を否定。労働者・農民・勤労知識人の革命的諸党派による「連合独裁」を主張した（人民民主主義）。
しかし1954年に制定された中華人民共和国憲法では、中国共産党による党の指導性が明記され、形式的には複数政党制であるが他の政党は実質的には衛星政党となり、新民主主義革命後に実現するとされた「新民主主義社会」は放棄された。

## 各章の概要
新民主主義論は15章より構成され、各章の概要は以下の通りである
- 第1章 中国はどこへいく

科学的態度と具体的実践が必要。
- 第2章 われわれは新中国をうちたてる

政治革命・経済革命だけではなく文化革命も含む。
- 第3章 中国の歴史的特徴

中国革命の第一歩は「民主主義革命」、第二歩は「社会主義革命」。
- 第4章 中国革命は世界革命の一部分である

ブルジョア世界革命とプロレタリア世界革命。
- 第5章 新民主主義の政治

国体は革命的諸階級の「連合独裁」、政体は「民主集中制」。
- 第6章 新民主主義の経済

大企業の国有化、資本主義的私有の一部容認、農地の私有化、共同組合経済。
- 第7章 ブルジョア独裁を反ばくする

帝国主義と反帝国主義、統一戦線。
- 第8章「左」翼空論主義を反ばくする

「一回革命論」への批判。
- 第9章 頑迷派に反ばくする

三民主義と共産主義の共通点と相違点。
- 第10章 旧三民主義と新三民主義

「連ソ、連共、農労援助」の三大政策を持つ三民主義。
- 第11章 新民主主義の文化

旧勢力（帝国主義および封建階級）と新勢力（人民大衆、革命的諸階級）との闘争。
- 第12章 中国文化革命の歴史的特徴

「五・四」（世界ブルジョア階級の資本主義文化革命の一部分）以前と「五・四」以降（プロレタリア階級の指導する、人民大衆の反帝・反封建の文化）。
- 第13章 四つの時期

1919年の「五・四」以降、1921年の中国共産党創立以降、1937年のブルジョア階級の反革命陣宮への移動以降、1937年以降。
- 第14章 文化の性質の問題についての偏向

ブルジョア階級の文化専制主義や、単なるプロレタリア階級の社会主義ではなく、プロレタリア階級の社会主義文化思想によって指導される人民大衆の反帝・反封建の新民主主義。
- 第15章 民族的、科学的、大衆的な文化

革命的な民族主義、科学的思想と統一戦線の関係、革命的幹部与える知識と革命的大衆に与える知識の区別と結合。